# Ninia pavimentata
Ninia pavimentata är en ormart som beskrevs av Bocourt 1883. Ninia pavimentata ingår i släktet Ninia och familjen snokar. Inga underarter finns listade i Catalogue of Life.
Denna orm förekommer i Guatemala i bergstrakter mellan 1300 och 1500 meter över havet. Troligtvis lever den även i nordvästra Honduras. Habitatet utgörs främst av molnskogar. Individerna är nattaktiva och de gräver i lövskiktet eller i det översta jordlagret. Honor lägger ägg.
Beståndet hotas av intensivt skogsbruk samt av skogens omvandling till jordbruksmark. Den negativa påverkan antas vara lokal begränsad. IUCN listar arten som livskraftig (LC).